# Salles-la-Source
Salles-la-Source è un comune francese di 2 146 abitanti situato nel dipartimento dell'Aveyron nella regione dell'Occitania.

## Società

### Evoluzione demografica
Abitanti censiti